# Палата Милана Т. Валчића
Палата Милана Влачића је најмонументалнија и најрепрезентативнија грађевина у Власотинцу.
Налази се у самом центру града на Тргу 8. Октобра. Подигнута је као породична кућа. Пројектант објекта је остао непознат, али се зна да су на објекту радили локални мајстори из црнотравског краја под руководством грађевинског предузимача Миладина Ђорђевића. По својој архитектури палата се сврстава у примере еклектичног постакадемизма који се у периоду између два рата у Србији издвајао по својој монументалности волумена и по доминантној улози у структури градског центра.

## Архитектура зграде
Објекат има три обрађене фасаде. Једна је окренута према дворишту, друга је на угаоном делу, а трећа ка уличном фронту. Стилски је еклектична мешавина популарних историјских стилова од којих се јасно препознају елементи ренесансе, барока и неокласицизма. Темељи куће су освећени 1933. године. Систем академске камене рустике у приземљу није доследно спроведен јер приземље изведено много отвореније, олакшано бројним прозорским отворима.
Улаз у објекат се налази у дворишном делу парцеле. Композиција трема наглашена је еклектичким стилизованим, кратким, тосканским стубовима које носе лођу првог и терасу другог спрата. У композиционом смислу завршетак овог прочеља није довољно истакнут и завршава се упадљивим и једноставним забитом. Пропорције последњег спрата непотребно су смањене у односу на димензију нижих спратова, а то повлачи његову споредну улогу у композицији целине.
Највећу пажњу градитељ је посветио уском, угаоном делу фасаде, којха је рашчлањена еркерно, итуреним трактом на првом и лођом на другом спрату. На врху ове фасаде налази се балуста са атиком у виду картуше са утиснутим хералдичким знацима. 
Уличну фасаду сачињавају две целине зидног платна са равномерно распоређеним прозорским отворима, са балконом на првом спрату који има ограду од кованог гвожђа. Други спрат завршава се надвишеним забатом испод којег су два лучно засведена прозора, а испод њих је парапет украшен балустерима. 
Иако је градитељ хтео да оствари богату и разноврсну архитектонску композицију, он је палату претворио у пласман разних мотива, повезаних неоргански, чиме је постигао недореченост уместо склада и хармоничности. Створио је затворено и блоковито решење упркос бројним отворима и конвексно-конкавним површинама, увучених и истурених сегмената. У овом архитектонском остварењу тражио се блесак раскошне и богате европске стилске архитектуре. Међутим створено је компликовано и неразговетно решење који ипак има локални значај јер подстакло процват неостилске, постакадемске архитектуре у Власотинцу.У објекту је од 2008. год. смештена Народна библиотека „Десанка Максимовић”.